# Bandjo
Bandjo, in Dänemark auch Drengene („Jungs“) genannt, waren eine kurzlebige dänische Schlagerband.

## Werdegang
Zusammen mit der Sängerin Anne Herdorf gewann sie den Dansk Melodi Grand Prix 1987 und durfte daher beim Concours Eurovision de la Chanson 1987 in Brüssel antreten. Mit dem Schlager En lille melodi erreichten sie den fünften Platz.
Die Bandmitglieder waren: Peter Stub (Gitarre), Helge Engelbrecht (Gitarre), Carsten Kolster (Schlagzeug), Anders Tind (E-Bass) und Brian Thomsen (Keyboards)